# Bannière occidentale d'Ujimqin
Pour les articles homonymes, voir Ujimqin.
La bannière occidentale d'Ujimqin (西乌珠穆沁旗 ; pinyin : Xīwūzhūmùqìn Qí) est une subdivision administrative de la région autonome de Mongolie-Intérieure en Chine. Elle est placée sous la juridiction de la ligue de Xilin Gol.

## Démographie
La population de la bannière était de 73 309 habitants en 1999.